# Villaminaya
Villaminaya – gmina w Hiszpanii, w prowincji Toledo, w Kastylii-La Mancha, o powierzchni 21,28 km². W 2011 roku gmina liczyła 589 mieszkańców.